# Rohožník, Humenné
Rohožník este o comună slovacă, aflată în districtul Humenné din regiunea Prešov. Localitatea se află la altitudinea de 226 m deasupra n.m., se întinde pe o suprafață de 3,59 km2 și în 2017 număra 35 de locuitori.

## Istoric
Localitatea Rohožník este atestată documentar din 1454.

## Demografie
| An:                | 1994 | 2004    | 2014    | 2024    |
| ------------------ | ---- | ------- | ------- | ------- |
| Număr de persoane: | 59   | 31      | 27      | 37      |
| Diferență:         |      | −47,45% | −12,90% | +37,03% |

| An:                | 2023 | 2024 |
| ------------------ | ---- | ---- |
| Număr de persoane: | 37   | 37   |
| Diferență:         |      | +0%  |